# Робертс, Тед Ян
Тед Ян Робертс (англ. Ted Jan Roberts; род. 24 сентября 1979, Лос-Анджелес, Калифорния) — американский ребёнок-актёр и кинопродюсер.

## Биография и карьера
Теодор Ян Робертс родился 24 сентября 1979 в Лос-Анджелесе, штат Калифорния. В 7 лет мальчик стал заниматься боевыми искусствами, а в 12 уже получил чёрный пояс по карате. Помимо этого, Тед стал проявлять интерес к выступлениям, он пел и танцевал в торговых центрах.
Актёрская карьера Теда Робертса началась с гостевого появления в эпизоде телесериала «Женаты… с детьми» в 1992. В 1993 Тед играет главную роль в фильме «Magic Kid», который в российском прокате шёл под названием «Ниндзя-драконы». Затем последовали главные роли в фильмах «Волшебный ребенок 2» (сиквел «Magic Kid»), «Не сдавайся», «Внутренняя сила», «Сердце тигра» (в котором 17-летний актёр выступил в качестве ассоциированного продюсера) и «Голливудское сафари». С 1995 по 1996 Робертс снимался в главной роли в телесериале «Наездник в маске», который был закрыт после первого сезона. 
Последний полнометражный фильм с участием Тед Яна Робертса — «Харви Милк» Гаса Ван Сента, в котором актёр исполнил роль ЛГБТ-активиста Дэнниса Перона.

## Фильмография
| Год       | Название на русском   | Название на английском       | Роль                                        |
| --------- | --------------------- | ---------------------------- | ------------------------------------------- |
| 1992      | «Женаты… с детьми»    | Married... with Children     | Брайан (1 эпизод)                           |
| 1993      | «Ниндзя-драконы»      | Magic Kid                    | Кевин Райан                                 |
| 1994      | «Волшебный ребёнок 2» | Magic Kid II                 | Кевин Райан                                 |
| 1994      | «Не сдавайся»         | A Dangerous Place            | Итан Кейз                                   |
| 1995      | «Внутренняя сила»     | The Power Within             | Стэн Драйер                                 |
| 1995      | «Могучие Рейнджеры»   | Mighty Morphin Power Rangers | Принц Декс / Наездник в Маске (3 эпизода)   |
| 1995-1996 | «Наездник в маске»    | Masked Rider                 | Принц Декс / Наездник в Маске (40 эпизодов) |
| 1996      | «Сердце тигра»        | Tiger Heart                  | Эрик                                        |
| 1997      | «Голливудское сафари» | Hollywood Safari             | Джош Джонсон                                |
| 2005      | «В одно мгновение»    | Pissed                       | Стивен Чавез                                |
| 2008      | «Харви Милк»          | Milk                         | Дэннис Перон                                |